# Aftonio
Aftonio (in greco antico: Ἀφθόνιος?, Aphthónios, in latino Aphthonius; Antiochia di Siria, ... – ...; fl. IV secolo) è stato un retore greco antico, vissuto nella seconda metà del IV secolo.
Quasi nulla si sa della sua vita, se non che insegnò ad Atene e che fu scolaro o amico di Libanio.

## Opere
Di lui ci restano i Progymnasmata, una raccolta di esercitazioni retoriche concepita per l'utilizzo nelle scuole, con l'aggiunta di esempi, che ne favorirono la divulgazione e i rifacimenti. Il titolo dell'opera si riferisce al suo carattere propedeutico: i Progymnasmata (letteralmente "esercitazioni preliminari"; in latino preexercitamina) si rivolgevano infatti ai giovani che dovevano ancora fare il loro ingresso nelle vere scuole di retorica. Proprio questo motivo, si è anche supposto che l'opera di Aftonio fungesse, nelle intenzioni dell'autore, come introduzione alla più avanzata τέχνη del retore Ermogene di Tarso.
Lo stile retorico di Aftonio si inserisce nella corrente stilistica che prende il nome di atticismo.
Alcuni manoscritti gli attribuiscono una scelta di favole esopiche, ma è poco probabile che appartenga a lui.